# 旧制度与大革命
《旧制度与大革命》（法語：L'Ancien Régime et la Révolution），是法国历史学家托克维尔的作品，是一部描述法国大革命之前法国社会的历史著作，作品分析了产生法国大革命的起因与社会力量，原著出版于1856年。
这本书分析了大革命之前的法国社会——所谓的“旧制度”——并研究了促成大革命的力量，是研究法国大革命的主要早期历史作品之一。在这本书里，托克维尔发展了他关于法国大革命的主要理论——连续性理论——虽然法国人民试图使自己摆脱过去和独裁的旧制度，但最终他们还是回到了一个强有力的独裁政府之中。

## 旧制度和法国大革命
虽然法国大革命（1789–1799）的目的无疑是反教权的，其以破坏宗教信仰主权的方式來摧毁以教会为首要象征的各种形式的旧制度或者创造一种持久的无序状态（无政府状态）。在本质上这是一场政治和社会改革运动。与大革命参与者所表达的观点不同，中央的权力并没有增加。与此相反，这些从君主手中夺来的各种形式的控制权很快地转移给了人民，接着是一个强大的专制政体。这场革命本来没有打算改变传统社会的整体性质。法国大革命的主要永久成就是破除那些政治体制的压制，也就是几个世纪以来在大多数欧洲国家拥有毋庸置疑影响力的封建体制。建立在自由和平等之上的这场革命，以新的社会和政治秩序取代了旧体制。
另一个主题是法国社会阶级之间的完全分离——教士、贵族和平民百姓。虽然这种分离从封建制度造成的社会分化就出现了，但矛盾的是，中世纪后逐步碾碎封建制度却导致社会分离日益接近完成。封建领主至少与他的附庸部分共生，而后封建时代的贵族则把祖先的遗产托付给管家，蜂拥至从巴黎、君主制和中央政府的所在地辐射出的权力中心。贵族失去了与平民百姓的所有联系。不断壮大的中产阶级开始模仿贵族。到了18世纪后期，阶级分离完成，其孕育出的阶级仇恨最后在大革命中表现出来。

## 在华影响
2012年在中国大陆，因受到时任中共中央政治局常委、中纪委书记王岐山的推荐，而被热捧。